# Phaenocarpa similis
Phaenocarpa similis är en stekelart som beskrevs av Bhat 1979. Phaenocarpa similis ingår i släktet Phaenocarpa och familjen bracksteklar. Inga underarter finns listade i Catalogue of Life.